# Siktjärnarna (Åsarne socken, Jämtland, 696721-139249)
Siktjärnarna är en sjö i Bergs kommun i Jämtland och ingår i Ljungans huvudavrinningsområde.